# Backdecker
Ein Backdecker ist eine spezielle Konstruktionsform im Boots- und Schiffsbau.

## Boot
Ein Backdecker ist ein Boot, dessen gesamtes Vorschiff von einer Kabine oder Kajüte überbaut ist. Diese Kajüte ist erhöht im Verhältnis zu den Bordwänden, ist genau so breit wie das Boot und schließt vorne mit dem Vorsteven ab. Klassische Backdecker haben meistens einen geraden Vorsteven, eine schlanke Rumpfform und ein plattes, senkrechtes Spiegelheck.

## Schiff

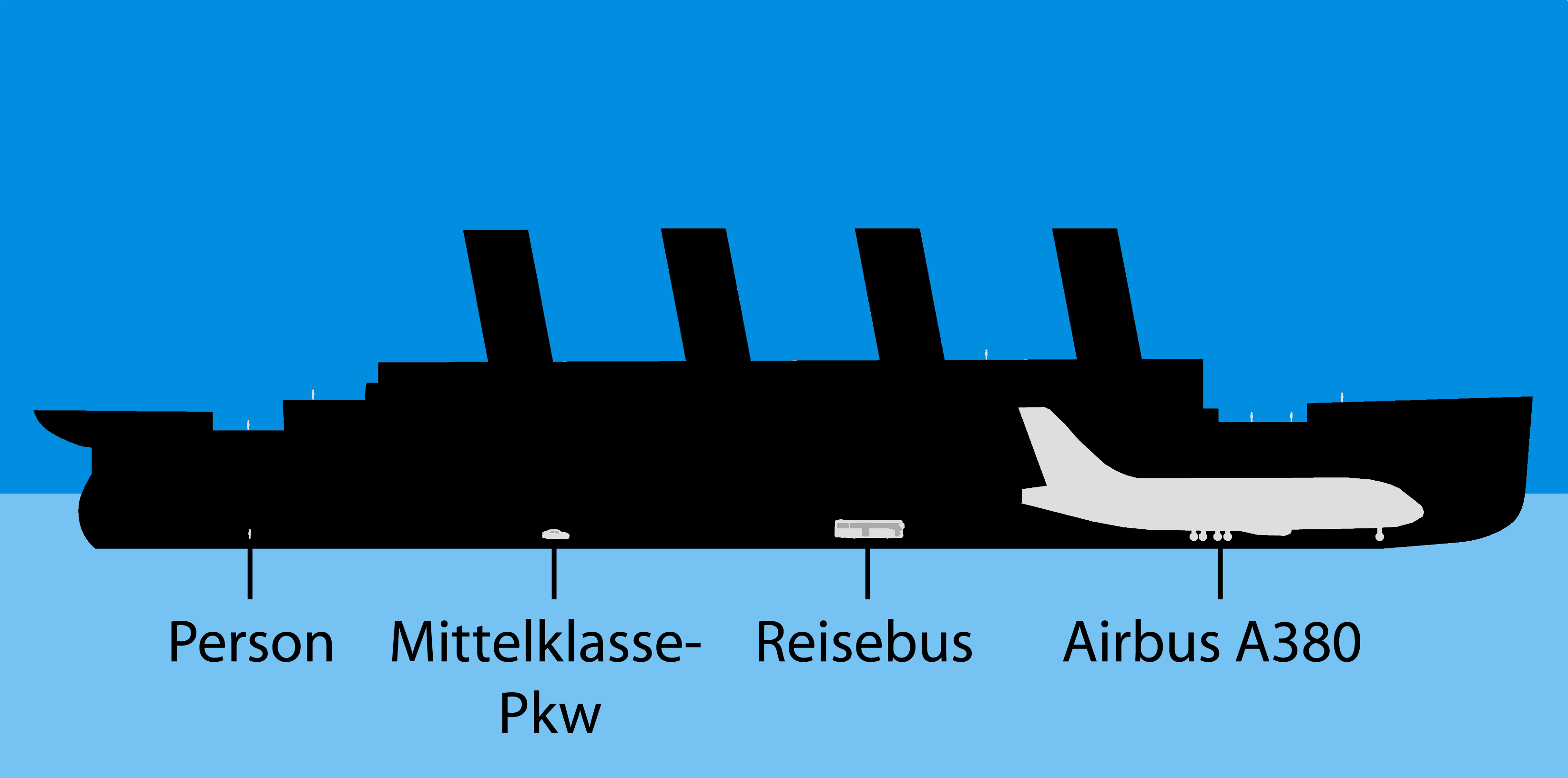
Die Titanic im Größenvergleich, dennoch gut zu sehen, die gegenüber dem Hauptdeck um ein Deck erhöhte Back (Bugsektion direkt über der Airbus-Nase)

Ein Backdecker ist ein Schiff, dessen Vorschiff per Konstruktion und Bauweise (seemännisch, die „Back“) dem Hauptdeck um ein halbes oder ein ganzes Deck erhöht dargestellt ist.

## Geschichte

### Schiffbau
Im Schiffbau begann man schon früh, das Vorschiff gegenüber dem Rest des Rumpfes erhöht zu bauen, um schwere See besser abreiten zu können.
Schon im klassischen Altertum gab es Schiffe, deren Vorschiffe und Achterschiffe ein Deck mehr besaßen.

### Segelbootbau

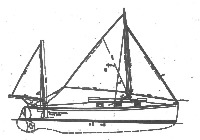
Backdecker mit Ketsch-Rigg, Motorsegler, 1920er

Im Bootsbau geht bei Segelbooten der Backsdecker weit zurück. Schon die Arbeits- (Fischer)boote waren Backdecker, weil Backdecker mehr Platz zum Arbeiten an Deck besitzen als geschlossene Boote und seetüchtiger, also sicherer sind als komplett offene Boote.

### Motorbootbau

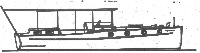
Backdecker, Motorboot, 1920er

Schnell stellte sich heraus, dass ein Backdecker mit geschlossener Kabine, ausgebaut zum Salon, den meisten Komfort und Platz bietet. Der 1910 erstmals gebaute Engelbrechtsche Kabinenkreuzer war so ein Backdecker und auch das erste Lustboot, welches wirklich flach ging (bei 8 m Länge und 2 m Breite, 0,45 m Tiefgang, statt der vorher üblichen 1,2 m Tiefgang) und an Bord viel Platz bot, weil die 3 Tonnen schwere Dampfmaschine mit 8 PS schon in der Konstruktion durch einen 300 kg schweren Benzinmotor mit 8 PS ersetzt worden war. Wie in diesem Fall, hat der Backdecker als Lustboot erst durch die Verdrängung der Dampfmaschine durch Verbrennungsmotoren eine allgemeine Akzeptanz erfahren.

## Gegenwart

### Schiffbau
Im Schiffbau sterben Backdecker aus, seitdem Schiffe Größen erreichen, bei denen hauptdecküberragende Vorschiffe keinen 
seemännischen Vorteil mehr zu bringen scheinen.

### Segelboot
Für die Fahrt in Binnenrevieren gibt es auch neuere Segelbootstypen in GFK-Bauweise mit Backdeck. Diese Boote sind im Allgemeinen Kielschwerter. Sie haben bei geringer Rumpflänge eine verhältnismäßig große Kajüte, jedoch fehlt ihnen die elegante „Linie“ moderner Kajütsegelboote.

### Motorboot

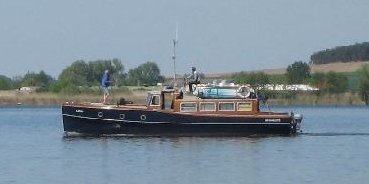
Moderner Backdecker mit klassischer Rumpfform

Im Motorbootbau wurden in der zweiten Hälfte des 20. Jahrhunderts die Backdecker durch Kajütboote mit anderen Rumpfformen verdrängt. Seit Anfang des 21. Jahrhunderts erleben die Backdecker jedoch eine Renaissance, jetzt aber mit völlig anderer Rumpfform als in den 20er Jahren des 20. Jahrhunderts. Die modernen Backdecker haben oftmals einen ausgeprägt negativen Sprung (incl. des Backdecks), einen schrägen Vorsteven und einen relativ breiten Rumpf. Sie sind durch ihr speziell geformtes Unterwasserschiff zum Fahren mit hohen Geschwindigkeiten konstruiert.

## Einige Konstrukteure von Backdeckern
Von 1910 bis etwa 1940 war der Backdecker quer durch alle (seefahrenden) Bevölkerungsgruppen, sowohl unter Seglern, als auch unter Motorbootanhängern populär.
Unter anderem Claus Engelbrecht (gestorben 1935) und der auf der Engelbrechtschen Werft angestellte Schiffbauingenieur Arthur Tiller (gestorben 1957) entwarfen und bauten zeit ihres Lebens Backdeckersegel- und Motorboote von 1910 an, nahezu am Fließband.
In Skandinavien und den Niederlanden sind heute noch die ab dem Anfang des 20. Jahrhunderts in Schweden gefertigten Pettersson-Motorboote bekannt und populär.